# Церква Святої Марії (Дортмунд)

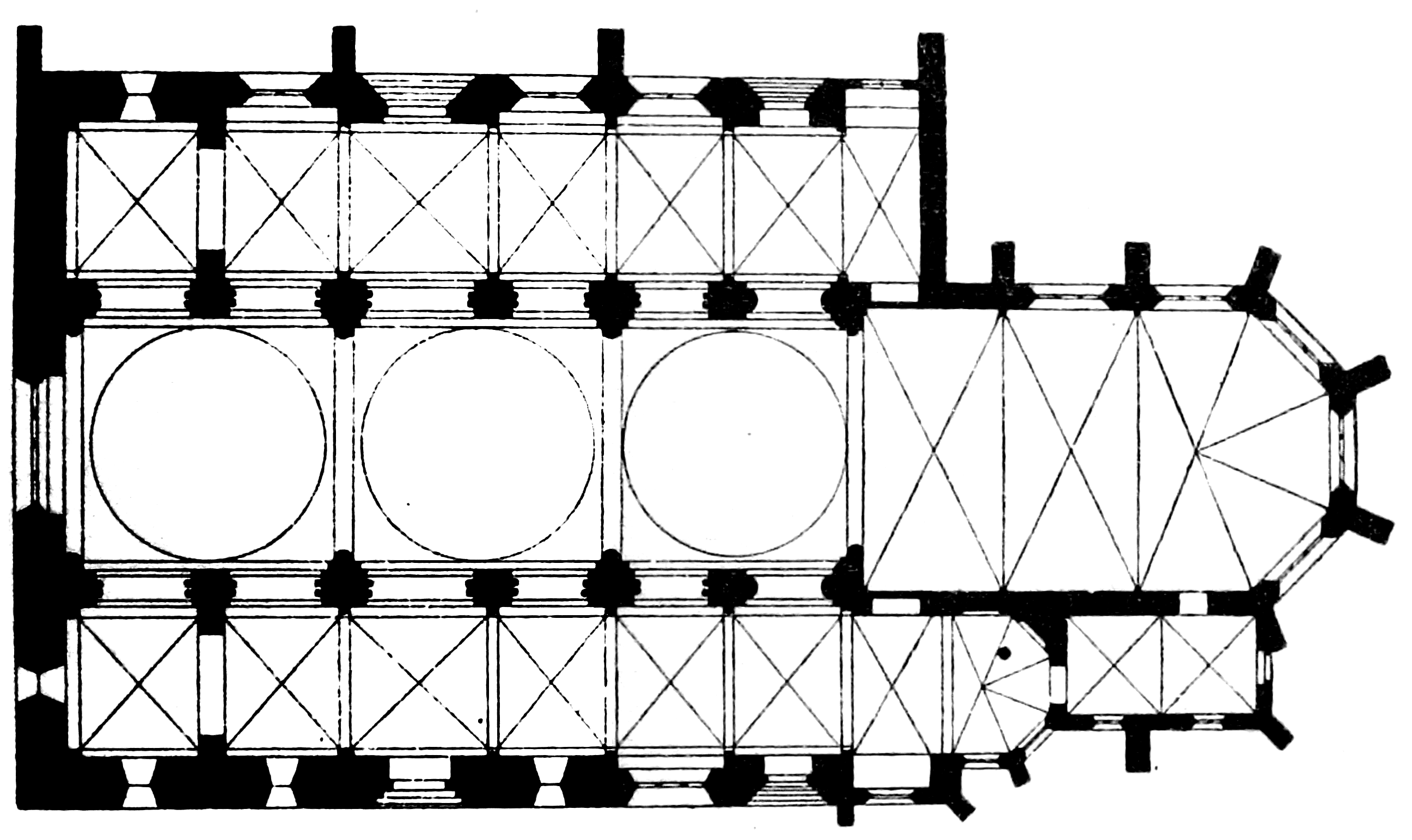
План церкви Святої Марії.

Церква Святої Марії (нім. Marienkirche) — євангелічна церква в місті Дортмунд (федеральна земля Північний Рейн-Вестфалія). Знаходиться в старому місті на вулиці Ostenhellweg навпроти церкви Святого Ринальда. Церква Святої Марії побудована в романському стилі з пізніше привнесеними елементами готики.

## Історія

### Церква Святої Марії за доби Гогенштауфенів
Історики вважають, що приводом до будівництва церкви Святої Марії міг стати візит до Дортмунда імператора Фрідріха I Барбаросси і його сина Генріха VI в 1152 році.
Точний рік початку будівництва церкви не відомий, але припускають, що це було дещо пізніше початку будівництва церкви Святого Ринальда. Перша документальна згадка про церкву датується 1267 роком. До початку XIV століття церква іменується не інакше, як Capella Regis, що однозначно говорить про те, що церква безпосередньо відносилася до королівського палацу.
Будівля церкви являє собою романську трехнефную базиліку без поперечного нефа. Базиліка подібного типу у Вестфалії ніде більше не зустрічається. Архітектурно церква Святої Марії найближче до церкви Святого Людгера в Мюнстері, Шпаєрського собору і імператорського собору в Кенігслуттер-ам-Ельмі.
| Вівтар Берсвордта (1395 рік) | Вівтар Берсвордта (1395 рік) | Вівтар Берсвордта (1395 рік) |
| ---------------------------- | ---------------------------- | ---------------------------- |
|                              |                              |                              |

3 відкриті дошки вівтаря Бердсворда
В середині XIV століття три напівкруглі, романські апсиди замінюються готичним хором, а також низка інших частин церкви перебудовується в готичному стилі, наприклад, північний боковий поздовжній неф. У південному бічному поздовжньому нефі і сьогодні можна бачити архітектурні елементи романського стилю. Ліворуч і праворуч від хору на кошти заможних городян були побудовані дві маленькі капели. Південна капела знаходиться біля сучасного входу в ризницю і носить ім'я свого засновника — капела Берсвордта.
У кожній з капел були встановлені родинні вівтарі, найвідоміший з них — Вівтар Святої Марії роботи Конрада фон Зоста (1420 рік).
| Вівтар Святої Марії (1420 рік) | Вівтар Святої Марії (1420 рік) | Вівтар Святої Марії (1420 рік) |
| ------------------------------ | ------------------------------ | ------------------------------ |
|                                |                                |                                |

Дошки передньої сторони вівтаря Святої Марії роботи Конрада фон Зоста 

### Часи занепаду і відновлення
Незважаючи на те, що Реформація в Дортмунді була широко підтримана, почалися тривалі збройні конфлікти, в ході яких місто почергово займали сили католиків (в 1632 році), протестантів (у 1633 році) та імперські війська (в 1636 році). Остаточно Реформація перемогла в Дортмунді рішенням Вестфальського мирного договору в 1648 році, але до того часу в Дортмунді вже почався період занепаду, що був викликаний Тридцятирічною війною. До кінця війни в місті залишилася лише третина жителів, безліч будинків було зруйновано, місто опинилось у великих боргах.
Ситуація в місті не могла не позначитися і на стані церкви Святої Марії. Крім того, в 1661 році стався землетрус під час якого обрушилася дзвонова вежа церкви Святого Ринальда, що призвело до серйозних руйнувань і церкви Святої Марії, яка розташована поруч. Через брак коштів церква не відновлювалася більше півтора століття, поступово занепадаючи. У 1805 році через загрозу обвалення знесли північну вежу церкви. У 1828 році церкву повністю закрили для відвідування, а громада церкви об'єдналася з громадою церкви Святого Ринальда. 23 серпня 1833 року земельна рада міста Дортмунд ухвалила рішення виставити будівлю церкви на продаж для подальшого розбирання на матеріали (камені, дубові дошки, скло, залізо, свинець).
У грудні того ж року церкву оглянув директор Королівської картинної галереї в Берліні і направив клопотання наслідному принцу Пруссії Фрідріху Вільгельму з проханням про передачу будівлі церкви музею. Фрідріх Вільгельм доручив відомому архітектору Карлу Фрідріху Шинкелю провести дослідження будівлі й ухвалити рішення про доцільність знесення або відновлення церкви. 22 грудня 1833 року Шинкель надав наступний висновок:
|  | Через свою стародавність і своєрідну архітектуру будівля церкви представляє чималий інтерес і заслуговує того, щоб бути збереженою. І хоча будинок знаходиться в поганому стані, а на деяких ділянках навіть становить небезпеку, в цілому немає таких причин, які б не дозволили відновити його при помірних витратах. Оригінальний текст (нім.) Hiernach ist das Gebäude durch Altertum und eigentümliche Konstruktion von nicht geringem Interesse und verdient jedenfalls erhalten zu werden. Der bauliche Zustand desselben ist zwar in einigen Teilen schlecht und sogar gefahrdrohend, doch allgemein nicht von solcher Beschaffenheit, daß man es nicht durch Reparaturen von mäßigem Kostenaufwande nicht wiederherstellen könnte. |

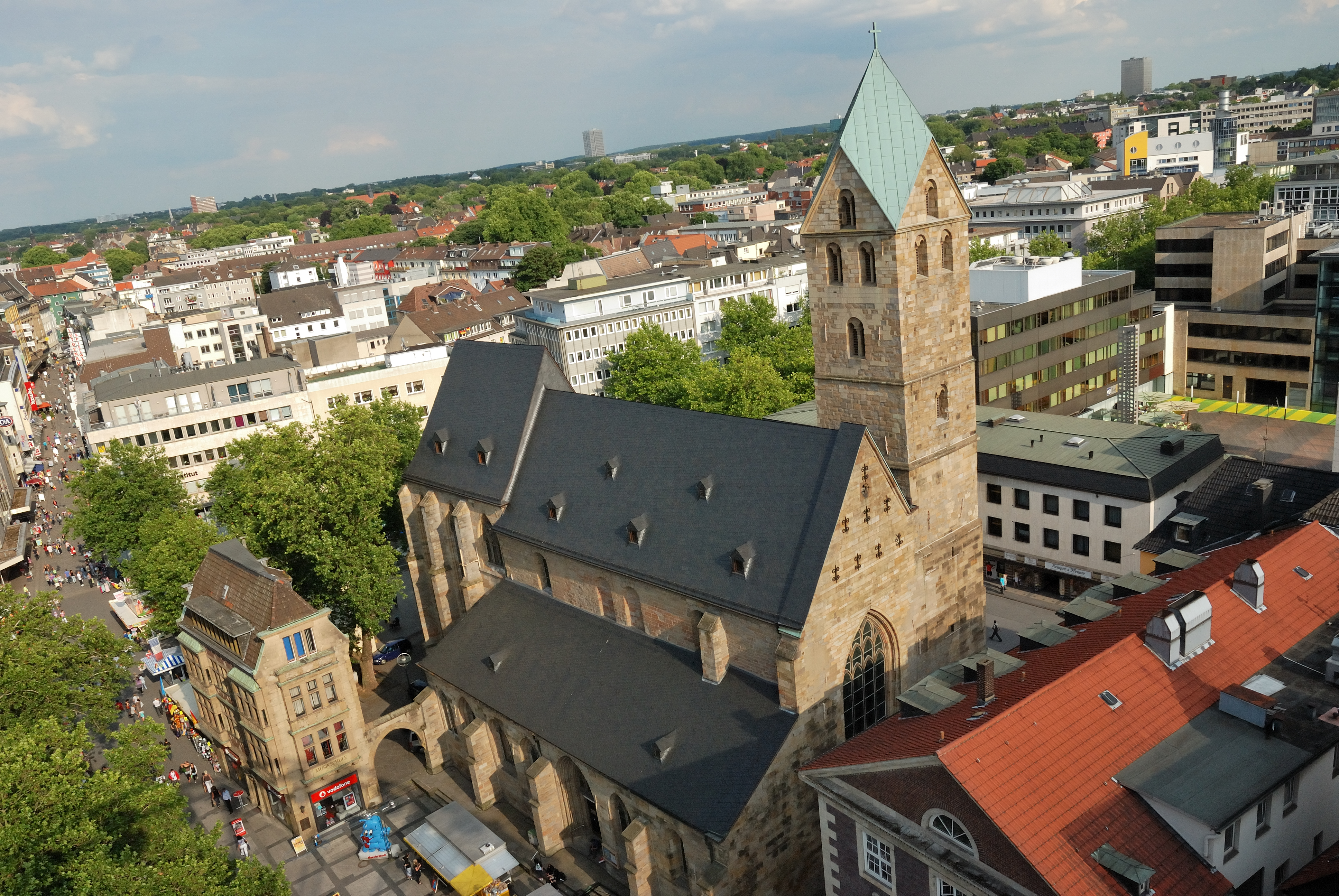
Вид зверху.

Незважаючи на такий висновок, міністерство духовних справ, освіти і медицини Пруссії 17 лютого 1834 року дає дозвіл на знесення церковного будинку. Більшість членів громади хотіло використовувати ділянку, яку займала церква, під забудову, а саму будівлю використати на матеріали для будівництва школи. Проте внаслідок поліпшення фінансового становища громада все ж зважилася на відновлення церкви. У червні 1837 року на відновлення церкви було виділено 3786 талерів. У березні 1839 року громада на скликаному органами влади зборах також вирішала відділитися від громади церкви Святого Ринальда.

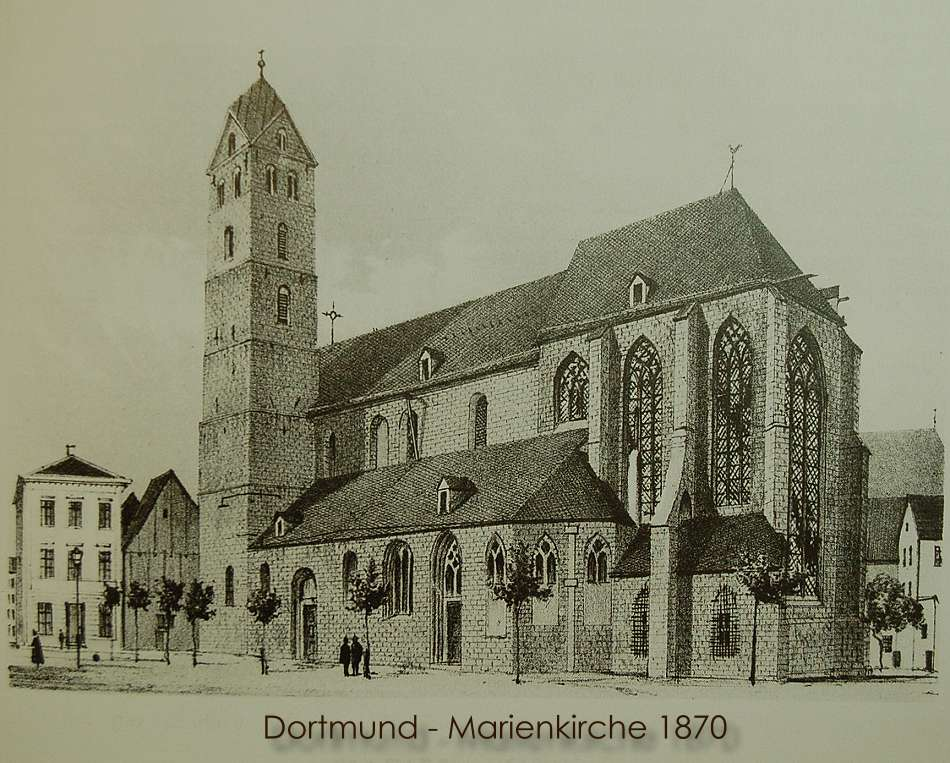
Церква Святої Марії у 1870 році.

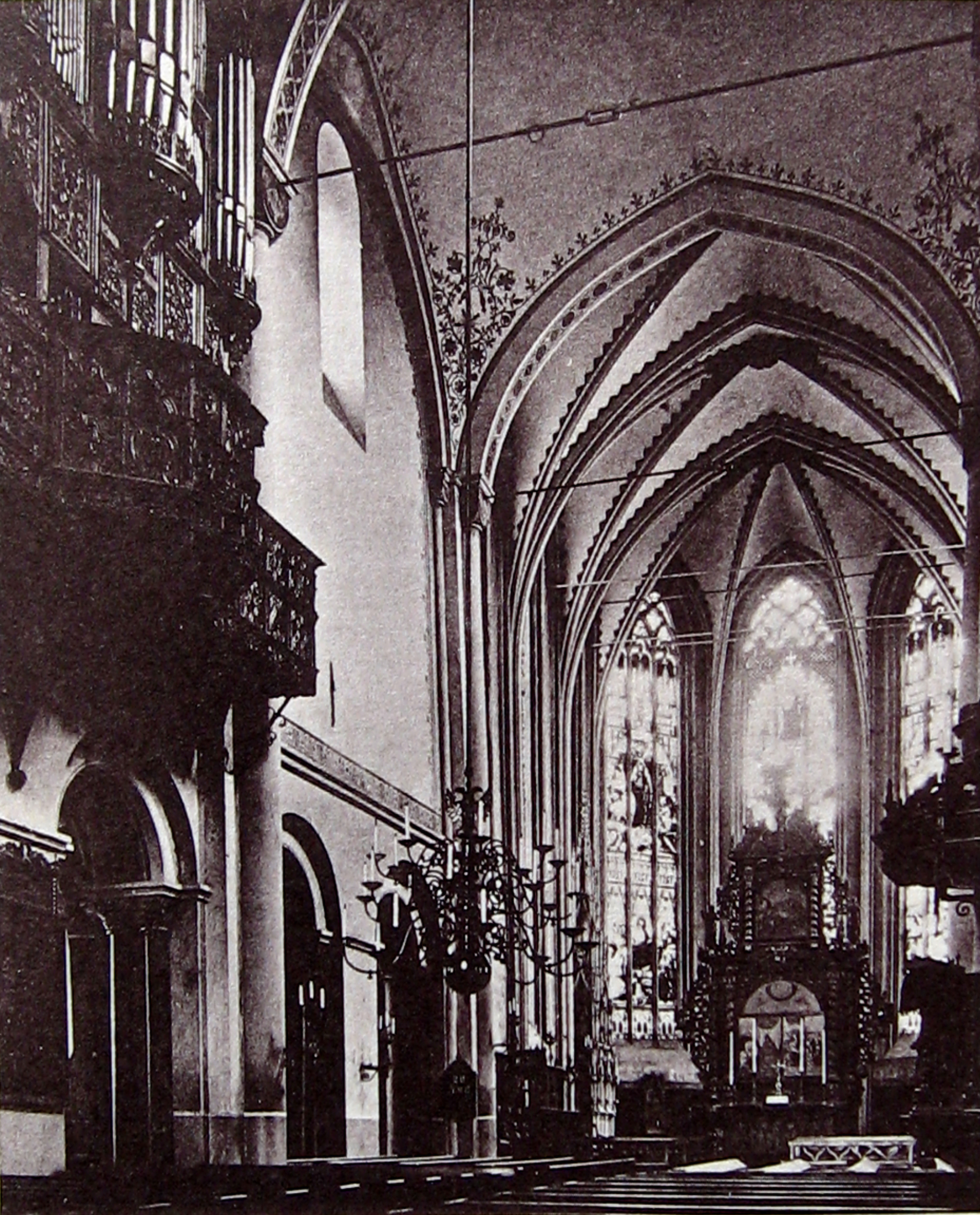
Інтер'єр церкви, 1894 рік.

Після великих ремонтних робіт під керівництвом будівельного інспектора Бухгольца перше богослужіння відбулося в травні 1839 року. Частково були повернуті вивезені з церкви цінності. 26 грудня 1839 року під час дзвону сталося часткове обвалення дзвонової вежі. На її відновлення було виділено 5500 імперських талерів. У 1843 році був відновлений шпиль вежі, в 1856 році був замінений старий орган, а в 1859 році були замінені декілька вікон, в тому числі велике західне вікно і 3 вікна у вівтарній частині. У тому ж році були відлиті три нові дзвони.
Незважаючи на всі проведені роботи, будівля церкви все ще потребувала масштабної реставрації. Вестфальський мистецтвознавець Вільгельм Любке навіть рекомендував знести церкву і на її місці побудувати нову. Однак, громада церкви не дослухалась до цих рекомендацій і звернулася до дортмундського радника з питань будівництва Генцмера з дорученням про проведення великомасштабних ремонтних робіт. У 1881 році на ці роботи було виділено 150 000 марок. 2 липня 1882 року церква відкрилася подячним молебнем і урочистою службою.

### Церква Святої Марії в період націонал-соціалізму
За часів націонал-соціалізму євангелічна церква в Німеччині опинилась під серйозним тиском. У 1933 році нацистський режим змусив протестантські церкви Німеччини злитися в одну Протестантську церкву рейху, яка повинна була підтримувати нацистську ідеологію. На чолі нового церковного утворення стали активісти руху Німецьких християн на чолі з Людвигом Мюллером, які підтримували Гітлера ще до його приходу до влади. Церковна опозиція була змушена піти у підпілля, і для координації своїх дій створила у вересні того ж року опозиційну Сповідальну церкву.
Громада церкви Святої Марії в Дортмунді підтримала Сповідальну церкву, за що зазнала ще більших репресій. У 1936 році з кафедри церкви під час проповідей звучали заклики проти створення концентраційних таборів. Після арешту відомого протестантського теолога Мартіна Фрідріха Німеллера в церкві символічно перестали запалювати вівтарні свічки і щодня в 15:00 дзвонили у дзвони. Через опозиційну до влади позицію пастори і службовці церкви Святої Марії неодноразово ув'язнювалися.
Наприкінці Другої світової війни церква Святої Марії була частково зруйнована. 6 жовтня 1944 року під час четвертого масованого нальоту союзницької авіації на Дортмунд запальна бомба пробила дах церкви і спричинила пожежу. При цьому безповоротно були втрачені дерев'яна кафедра, орган, бароковий вівтар, художні готичні вікна, розписи стель. Тепер можна бачити тільки ті художні цінності, які вдалося врятувати під час пожежі. Надалі руйнування церкви за відсутності даху продовжувалось через атмосферні впливи.

### Церква Святої Марії в теперішній час
Після грошової реформи 1948 року були розпочаті роботи з відновлення церкви під керівництвом дортмундського архітектора Германа Кессемайєра. В ході робіт церкві повернули початкові романські зовнішні форми. 2 квітня 1950 року для проведення богослужінь було відкрито південний неф. 2 червня 1957 року громада святкувала повне відкриття церкви після реставрації.
У 1967 році в церкві був встановлений новий орган, створений фірмою Густава Штайнмана. У 1972 році церква отримала нове скління роботи Йоханнеса Шрайтера.

## Галерея

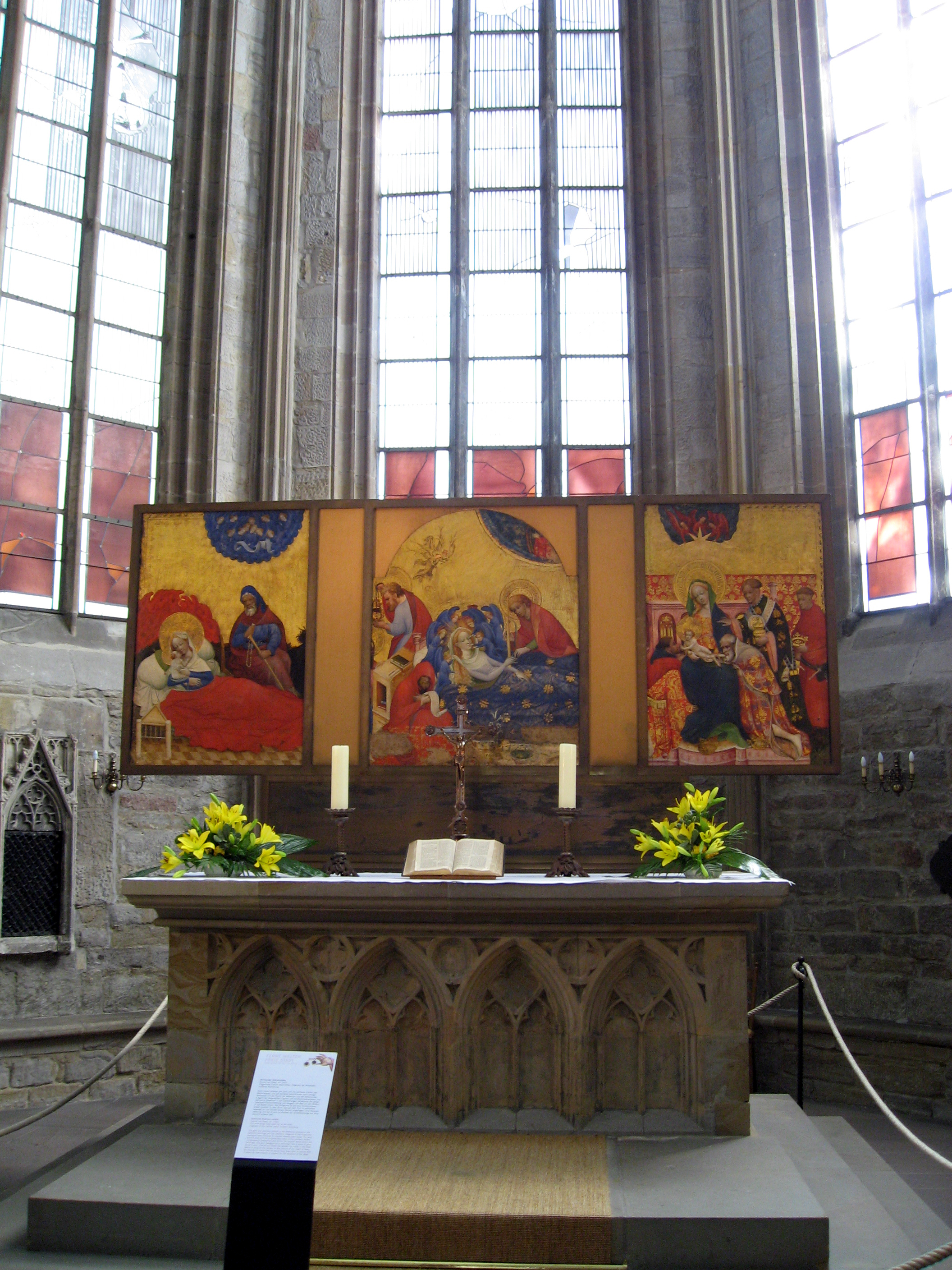
Вівтар Святої Марії в церкві.
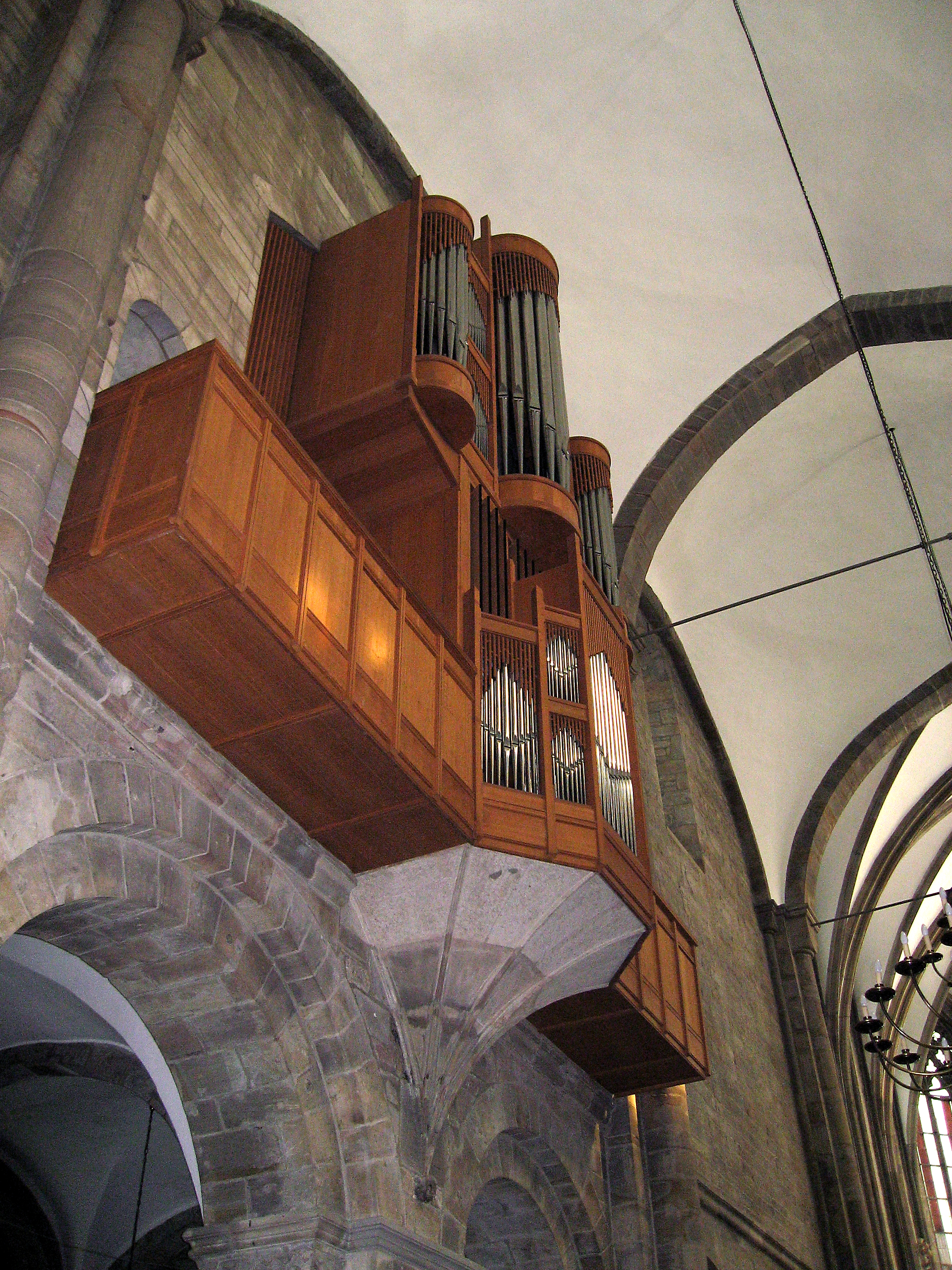
Орган роботи Густава Штайнмана.
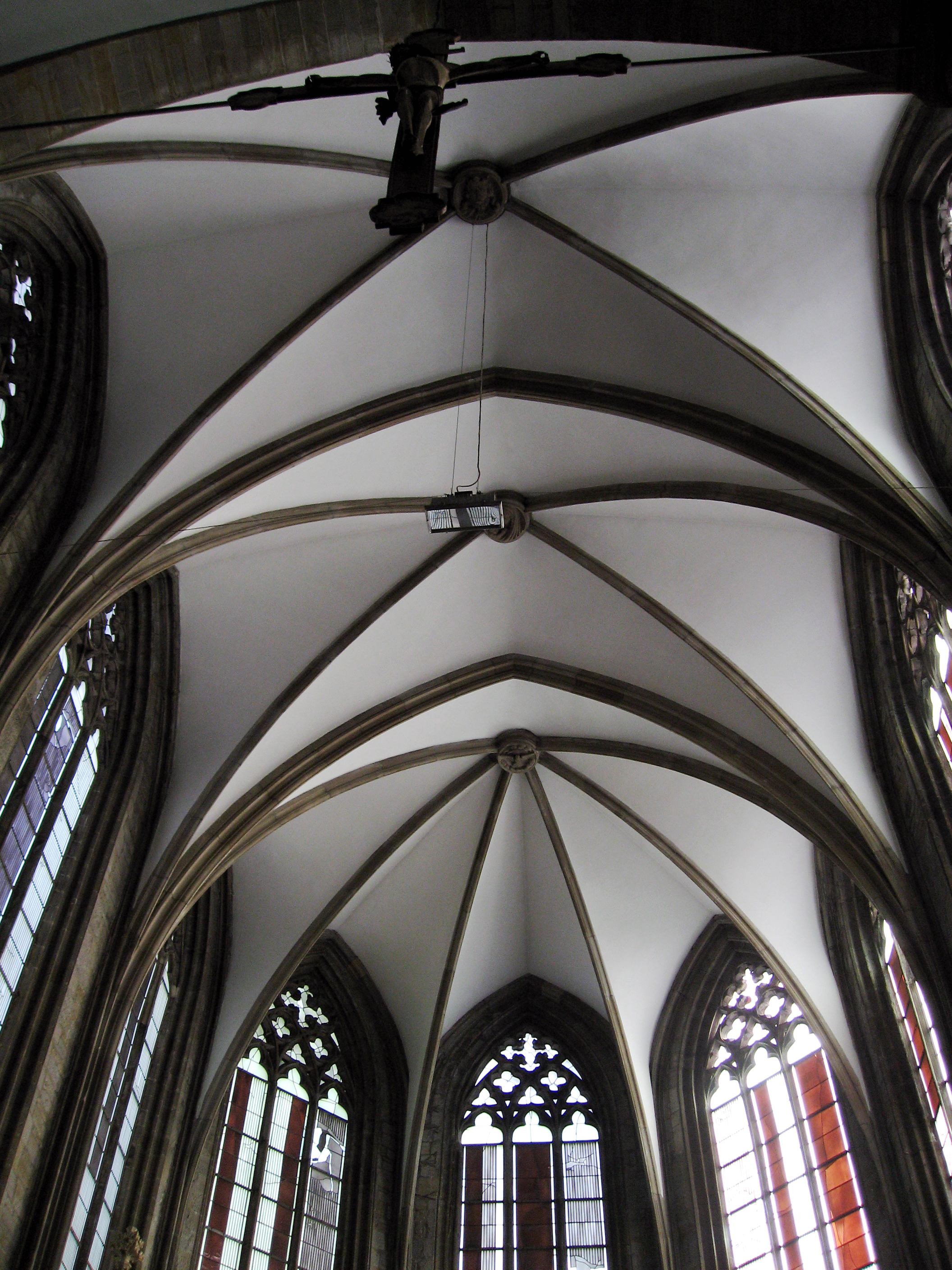
Стеля хора.
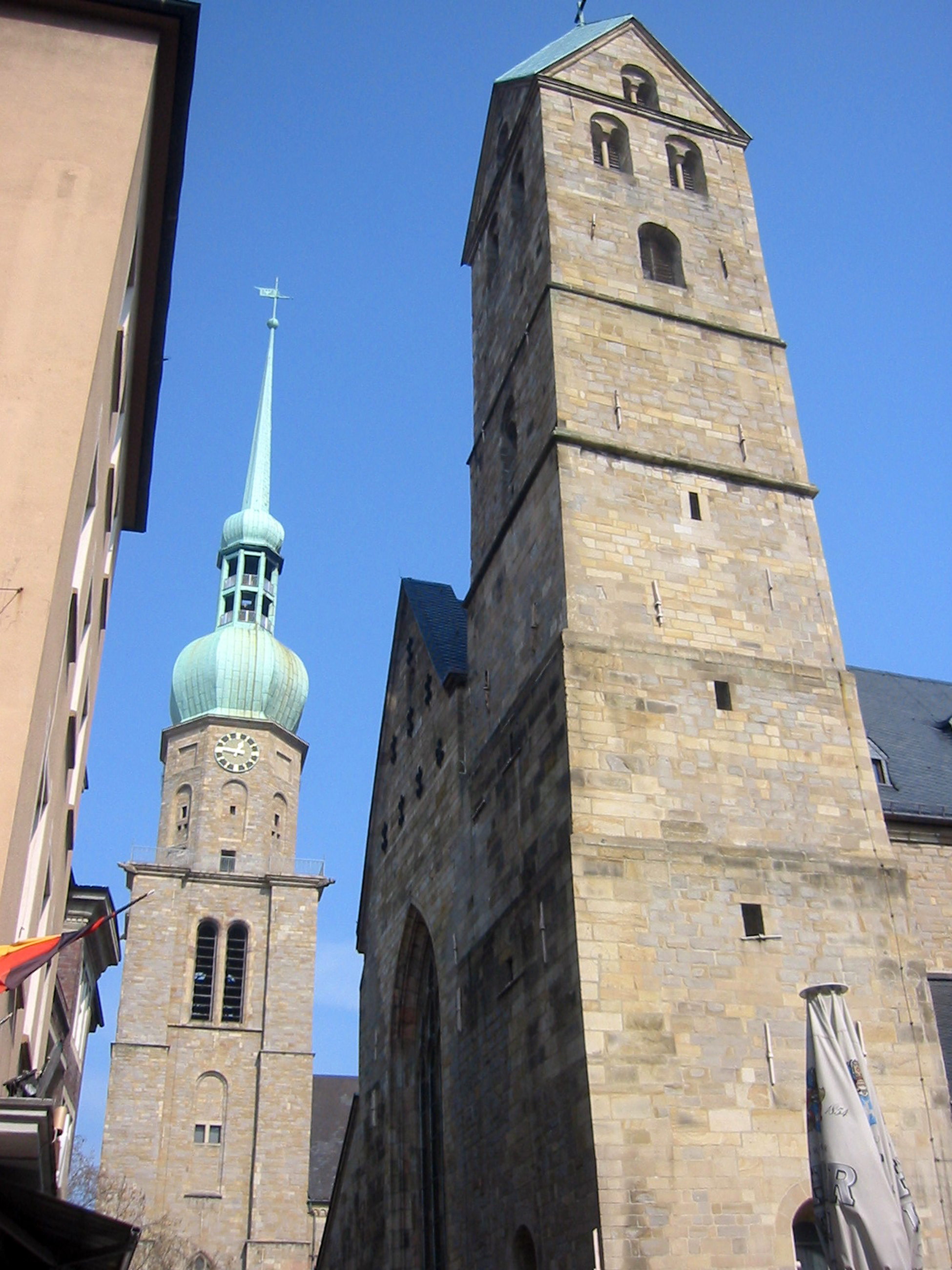
Дзвіниці церков Святої Марії і Святого Ринальда.